# Tucumaniella brevipes
Tucumaniella brevipes là một loài bọ cánh cứng trong họ Cerambycidae.